# Cissampelos acuta
Cissampelos acuta är en tvåhjärtbladig växtart som beskrevs av José Jéronimo Triana och Planch.. Cissampelos acuta ingår i släktet Cissampelos och familjen Menispermaceae. Inga underarter finns listade i Catalogue of Life.